# 魔法少女オーバーエイジ
『魔法少女オーバーエイジ』は、砂守岳央（沙P）が手がけた音楽･文学作品。

## 概要
『JK？ いいえ、BBAです。魔法少女業界では』
2014年4月に開催されたニコニコ超会議3内『THE VOC@LOiD 超 M@STER 28』において、砂守岳央率いるProjectTRIによる同人CD『魔法少女OverAge 仮想:主題歌集』が販売された。ボーカロイド作曲家による『魔法少女っぽい何かの主題歌』をテーマとした楽曲の他、声優陣が参加したドラマパートが収録。各キャラクターのデザイン、およびジャケットデザインは円居雄一郎が手がけた。
さらに同年8月開催のコミックマーケット86で『魔法少女OverAge　歌唱：主題歌集』が販売された。先に頒布された『仮想:主題歌集』に収録されていた楽曲に新規1曲が追加。ドラマパートで各キャラクターを演じた声優がそれぞれ歌唱を担当した。
2015年2月4日『魔法少女オーバーエイジ』に改題の上、『歌唱：主題歌集』に新曲と新規ドラマパートを追加したCD『魔法少女オーバーエイジ -kawaii songs collection-』が商業レーベルより発売された。
その前日の2月3日にライトノベル『魔法少女オーバーエイジ～私たち、もう変身したくありません～』（著；砂守岳央、イラスト；日向あずり）や、種田優太による番外編web4コマ漫画『魔法少女おーばーえーじ』も発表されメディアミックス展開された。

## 登場人物

### 主人公
伊藤ましろ（いとうましろ）
声 - 花澤香菜
紅葉丘高校1年C組。かなりの魔法少女オタクで、特に3年前に放送されていた『ルミナス☆クライシス』（ルミ☆クラ）は10回以上繰り返し見るほどのお気に入り。
入学式の日にさくら達と出会い、魔法少女の戦いに巻き込まれていく。イレギュラー害霊『BIG FRIENDS』から集中的に狙われる特性と、害霊の攻撃パターンを無意識に予測する能力があり、さくら達に守られることになる。ましろ自身はほとんど魔力を持たない一般人だが、ぽんすけの画策で魔法少女風の衣装（それっぽいだけのただの服）に着替えさせられ、偽物の魔法少女としてルミ☆クラの新メンバー「ルミナスホワイト」にされる。

### 第五五小隊（ルミナス☆クライシス）
桐野さくら（きりのさくら）
声 - 洲崎綾
紅葉丘高校1年C組。明るく前向きな性格で、思い立ったらすぐに行動するタイプ。入学式の日の朝にましろと出会い友達になる。
ルミ☆クラの「シャイニングチェリー」。ギター型の魔法具『ミヒャエル』とその上位武器『ジミー』を武器に、近接攻撃を担当する。
島津くれな（しまづくれな）
声 - 種田梨沙
紅葉丘高校1年C組。冷静沈着な性格でまとめ役的な存在。高校では生徒会に所属している。第五八小隊の島津くれはは妹。
ルミ☆クラの「クリスタルレッド」。ギター型の魔法具『ジョージ』を武器に、遠距離攻撃を担当する。
三好なつみ（みよしなつみ）
声 - 久野美咲
紅葉丘高校1年C組。小学生と間違えられるほど小柄だが頭脳明晰。口は悪いが仲間思いな一面を見せる。
ルミ☆クラの「ブリリアントイエロー」。回復もこなす万能タイプ。ベース型の魔法具『ジーン』を武器に、戦術を駆使して戦う。
桂ゆかり（かつらゆかり）
声 - 渕上舞
紅葉丘高校1年生。廃部になっていた軽音楽部を再開すると称して、実質的には部室を乗っ取り、学校内に「スナックゆかり」を開店するという暴挙を行っている。このスナックは府中基地内に支店を出しており、どちらも魔法少女たちの溜まり場になっている。
ルミ☆クラの「ミラージュバイオレット」。キーボード型の魔法具『キース』を武器に、幻惑魔法でサポートを担当する。
久坂そらの（くさかそらの）
声 - 飯田里穂
南台女学院1年生。名家のお嬢様。他の4人とは違い基地の寮ではなく実家に住み、高校も別の学校に入学した上で不登校している。第五八小隊の小宮ももかは従妹。
ルミ☆クラの「スターライトブルー」。ドラム型の魔法具『カレン』は、通常はシンバルとスネアドラムの2つを、空間的に余裕がある時はフルセットで使用する。魔力容量は5人の中でも最大で、範囲浄化魔法を使う。
ルミ☆クラ現役当時の裏事情から、放映終了後に4人と仲違いし、特にゆかりからは蛇蝎の如く嫌われ、以来積極的な接触を絶っていた。しかしましろの活躍で誤解が解け、和解した。

### 第五八小隊（ソルシエール・リュミエール）
全員が府中基地内訓練校に通う中学1年生。
小宮ももか（こみやももか）
声 - M・A・O
第五五小隊の久坂そらのの従姉妹で、久坂家執事の田中健一翁とも親交が深い。ギャルに目覚めて以来ギャルの道を究めており、髪型をトリプルテールにするなど派手好き。そのため、魔法少女は清純であるべきだと主張する原理主義的ファンから批判を浴びている。
きわめて明るい性格で自由奔放であるが、中身は素朴。消極的で挙動不審なこはくのことを何かと気にかけている。
ソルシエのリーダー「フルール・ローズ」（Fleur rose=ピンクの花）。潜在的な魔力は非常に高いが、制御に難があるため、ももかの魔力コントロールはあおいが担っている。
島津くれは（しまづくれは）
声 - 遠藤ゆりか
第五五小隊の島津くれなの妹。周囲からストーカーと評されるほど先輩のさくらを慕っており、そのため魔法少女でもないのにさくらと急接近したましろを敵視している。
ソルシエの「フードゥル・ルージュ」（Foudre rouge=赤い稲妻）。魔力が姉のクリスタルレッドと同系統の遠距離攻撃タイプなのに、シャイニングチェリーに憧れて近接戦闘を志向しているため、戦い方が合っていないとの批判を浴びている。
児玉あおい（こだまあおい）
声 - 松井恵理子
ソルシエの「ノブル・ブルー」（Noble blue=青い貴族）。世の中全てを見下すシニカルなボク少女。冷静沈着で嗜虐趣味的な女王様タイプ。そっちの属性のないファンから退かれるほどであり、また魔法少女らしい一生懸命さに欠けるとして批判を浴びている。
黒田はがね（くろだはがね）
声 - 徳井青空
ソルシエの「ノワール・フィデル」（Noir fidèle=黒い忠節）。何故か忍術に傾倒し、魔法少女と忍者は同じだと言い張って、戦いを一人で忍者ショー同然にしており、ソルシエ最大の批判を浴びている。
忍術の訓練に巻き込んだましろから意に反して礼を言われたため（ましろは突っ込みが面倒だっただけ）、以来ましろを主と仰いでいる。
有馬こはく（ありまこはく）
声 - 鈴木愛奈
祖父または祖母がフランス人のクォーター。美少女揃いのメンバーの中でも飛び抜けた容姿を持ち、「千年に3人くらいの魔法少女」という微妙な形容をされている。狂信的なファンがいる一方で、そんなファンの言動からそれ以上のアンチによる批判を浴びている。破けたストッキングを常に穿いている。
ソルシエの「シャルム・ド・アンブル」（Charm de ambre=琥珀の魅力）。異常に自己評価が低い上に臆病で、性格が致命的に戦闘に向いていない。そのため、ソルシエが合体魔法を発動させる際にこはくが最大の障害になってしまっている。

### その他
ぽんすけ
声 - 柿原徹也
ルミナス☆クライシスのマスコット兼指揮官（ディレクター）で、自称「ウルトラロマネスティックキュート／ウルトラエキゾティックキュート／スーペリアルプライマルキュートな魔法生物」。ましろ曰く「うさぎとねずみの中間のような姿」をしている。
本来は饒舌だが、毒舌とセクハラ発言を繰り返すため、テレビ放送中は言葉を話すことを禁じられていた。
酒井冴子（さかいさえこ）
声 - 井上喜久子
航空防衛隊航空開発実験集団魔法機動開発群一等空尉。さくら達の上官で、ルミナス☆クライシスの担当官（プロデューサー）。ソルシエール・リュミエールの担当官も、前任者がストレスで入院したため途中から兼任している。
かつて魔法少女の候補生だったことがあり、実戦部隊に配属されることはなかったが、そのまま航空防衛隊に留まっている。
ティー
声 - 井上ほの花
高校生バンド「東インド紅茶カンパニー」のボーカル・ギターの少女。かつて『魔力検査』（オーディション）に最終審査で落ちており、以来魔法少女を羨望の目で見ている。ルミ☆クラ復帰に伴う新番組の主題歌コンペティションに参加し、2曲を披露した。その歌はましろ、ゆかり、こはくに大きな影響を与えた。
「東インド紅茶カンパニー」は三角貿易とスリーピースバンドを掛けた命名で、ティーの他にベースの「コットン」とドラムの「銀」がいる。「銀」は当初「アヘン」だったものを、流石にまずいということで改名した。
セバスチャン
声 - なし
久坂家に仕える執事。本名は田中健一。そらのからは「爺」、ももかからは「セバっち」と呼ばれている。

## 音楽CD

### 同人CD
魔法少女OverAge 仮想:主題歌集
2014年4月26日に発表された、ドラマパート6トラックと音楽パート6トラックで構成された同人音楽CD。ドラマパートは各キャラクター担当の声優が吹き込んでいるが、音楽パートは「仮想主題歌」と銘打ってVOCALOIDによるボーカルを吹き込んだものであった。
1. fragment.1 はじまりの、はじまり
ドラマパート
CAST：伊藤ましろ（cv:花澤香菜）、桐野さくら（cv:洲崎綾）、島津くれな（cv:種田梨沙）、三好なつみ（cv:久野美咲）
2. 
テクスト≫オーバー
作曲：砂守岳央（沙P）
3. 
fragment.2 部室とはスナックです
ドラマパート
CAST：伊藤ましろ（cv:花澤香菜）、桐野さくら（cv:洲崎綾）、島津くれな（cv:種田梨沙）、桂ゆかり（cv:渕上舞）
4. 
異世界ノットパンピー
作曲：164
5. 
fragment.3 魔法≒世界≒物語
ドラマパート
CAST：伊藤ましろ（cv:花澤香菜）、桐野さくら（cv:洲崎綾）、ぽんすけ（cv:柿原徹也）
6. 
ふつーの魔法少女でごめんなさい。
作曲：みきとP
7. 
fragment.4 B.I.G. F.R.I.E.N.D.S.
ドラマパート
CAST：伊藤ましろ（cv:花澤香菜）、桐野さくら（cv:洲崎綾）、島津くれな（cv:種田梨沙）、三好なつみ（cv:久野美咲）、桂ゆかり（cv:渕上舞）、久坂そらの（cv:飯田里穂）、ぽんすけ（cv:柿原徹也）、サクガホーカイ（cv:砂守岳央<新人>）
8. 
アンチエイザー
作曲：蝶々P
9. 
fragment.5 ひとり、瞬間、ふたり
ドラマパート
CAST：伊藤ましろ（cv:花澤香菜）、桐野さくら（cv:洲崎綾）
10. 
ひかりのさきへ
作曲：ふわりP
11. 
fragment.6 はじまりは、おわり
ドラマパート
CAST：桐野さくら（cv:洲崎綾）、島津くれな（cv:種田梨沙）、三好なつみ（cv:久野美咲）、桂ゆかり（cv:渕上舞）、久坂そらの（cv:飯田里穂）
12. 
Reason of birth
作曲：buzzG

魔法少女OverAge 歌唱:主題歌集
2014年8月17日に発表された同人音楽CD。「魔法少女OverAge 仮想:主題歌集」で発表された楽曲にキャラクター担当声優が歌を吹き込んだキャラクターソング集。ぽんすけ（柿原徹也）が歌う『P.O.N.C.H.A.N』が新たに追加された。
1. テクスト≫オーバー
歌：桐野さくら（洲崎綾）
作詞・作曲：砂守岳央（沙P）
2. 
異世界ノットパンピー
歌：島津くれな（種田梨沙）
作詞・作曲：164
3. 
ふつーの魔法少女でごめんなさい。
歌：三好なつみ（久野美咲）
作詞・作曲：みきとP
4. 
アンチエイザー
歌：桂ゆかり（渕上舞）
作詞・作曲：蝶々P
5. 
ひかりのさきへ
歌：久坂そらの（飯田里穂）
作詞・作曲：ふわりP
6. 
Reason of birth
歌：伊藤ましろ（花澤香菜）
作詞・作曲：buzzG
7. 
P.O.N.C.H.A.N
歌：ぽんすけ（柿原徹也）
作詞・作曲：砂守岳央（沙P）

魔法少女オーバーエイジ Single is not single I
2015年8月16日に発売された同人音楽CD。新曲2曲が収録されている。
1. シルフィード
歌：島津くれな（種田梨沙）
作詞・作曲：砂守岳央（未来古代楽団）
2. 
no words, no lies.
歌：三好なつみ（久野美咲）
作詞：砂守岳央（未来古代楽団）、作曲：吉田和人（未来古代楽団）
3. 
シルフィード (instrumental)
4. 
no words, no lies. (instrumental)

魔法少女オーバーエイジ GENERATION TRIAD
2015年12月30日に発売された同人音楽CD。新曲3曲とドラマパート、フリートークが収録されている。また、今回から新たに黒田はがね（徳井青空）・酒井冴子（井上喜久子）が参加している。
1. from the cage
歌：桐野さくら（洲崎綾）
作詞：砂守岳央（沙P）、作曲・編曲：吉田和人
2. 
heart of blade
歌：黒田はがね（徳井青空）
作詞・作曲・編曲：砂守岳央（沙P）
3. 
魔法と雨のメモワール
歌：酒井冴子（井上喜久子）
作詞・作曲・編曲：砂守岳央（沙P）
4. 
黒田はがね、推参でござる!
ドラマパート
CAST：桐野さくら（cv:洲崎綾）、黒田はがね（cv:徳井青空）
5. 
主題歌制作指令
ドラマパート
CAST：桐野さくら（cv:洲崎綾）、酒井冴子（cv:井上喜久子）
6. 
冴子さんはまだピッチピチでヤングでゲキマブなのです
ドラマパート
CAST：黒田はがね（cv:徳井青空）、酒井冴子（cv:井上喜久子）
7. 
フリートーク
CAST：洲崎綾
8. 
フリートーク
CAST：徳井青空
9. 
フリートーク
CAST：井上喜久子

### 商業CD
魔法少女オーバーエイジ -kawaii songs collection-
2015年2月4日にメジャーレーベルから発売された音楽CD。「魔法少女OverAge 歌唱:主題歌集」の内容に新曲4曲と編曲違い1曲のキャラクターソングを追加。さらに5トラックの新作ドラマパートが収録されている。またトラック17の後半に隠しトラックが存在する。
1. Ungifted
歌：伊藤ましろ（花澤香菜）
作詞・作曲・編曲：砂守岳央（沙P）
2. 
Fragment 1
ドラマパート
CAST：伊藤ましろ（cv:花澤香菜）、桐野さくら（cv:洲崎綾）
3. 
テクスト≫オーバー
歌：桐野さくら（洲崎綾）
作詞・作曲：砂守岳央（沙P）
4. 
異世界ノットパンピー
歌：島津くれな（種田梨沙）
作詞・作曲・編曲：164
5. 
Fragment 2
ドラマパート
CAST：桐野さくら（cv:洲崎綾）、島津くれは（cv:遠藤ゆりか）
6. 
勤労少女の告白
歌：島津くれは（遠藤ゆりか）
作詞・作曲・編曲：砂守岳央（沙P）
7. 
ふつーの魔法少女でごめんなさい。
歌：三好なつみ（久野美咲）
作詞・作曲・編曲：みきとP
8. 
Fragment 3
ドラマパート
CAST：伊藤ましろ（cv:花澤香菜）、桐野さくら（cv:洲崎綾）
9. 
アンチエイザー
歌：桂ゆかり（渕上舞）
作詞・作曲・編曲：蝶々P
10. 
All my bravery
歌：島津くれは（遠藤ゆりか）
作詞・作曲・編曲：砂守岳央（沙P）
11. 
Fragment 4
ドラマパート
CAST：伊藤ましろ（cv:花澤香菜）、島津くれは（cv:遠藤ゆりか）
12. 
ひかりのさきへ
歌：久坂そらの（飯田里穂）
作詞・作曲・編曲：ふわりP
13. 
桜景色をもう一度
歌：桐野さくら（洲崎綾）
作詞・作曲：砂守岳央（沙P）、編曲：松岡美弥子
14. 
Fragment 5
ドラマパート
CAST：伊藤ましろ（cv:花澤香菜）、桐野さくら（cv:洲崎綾）
15. 
Reason of birth
歌：伊藤ましろ（花澤香菜）
作詞・作曲・編曲：buzzG
16. 
Ungifted (acid spaghetti mix)
歌：伊藤ましろ（花澤香菜）
作詞・作曲：砂守岳央（沙P）、編曲：吉田和人
17. 
P.O.N.C.H.A.N
歌：ぽんすけ（柿原徹也）
作詞・作曲・編曲：砂守岳央（沙P）
隠しトラック
ドラマパート
CAST：伊藤ましろ（cv:花澤香菜）、桐野さくら（cv:洲崎綾）

魔法少女オーバーエイジ -the second brew of Magic-
2016年5月3日に発売された、小説第2巻限定版付録の音楽CD。新曲5曲、新作ドラマパート7トラック、フリートーク7トラックが収録されている。
1. I find
歌：伊藤ましろ（花澤香菜）
作詞・作曲・編曲：砂守岳央（未来古代楽団）
2. 
lumiere
歌：小宮ももか（M・A・O）、児玉あおい（松井恵理子）
作詞・作曲：砂守岳央（未来古代楽団）、編曲：吉田和人（未来古代楽団）
3. 
repeat regret
歌：桂ゆかり（渕上舞）
作詞：砂守岳央（未来古代楽団）、作曲・編曲：吉田和人（未来古代楽団）
4. 
cogito
歌：久坂そらの（飯田里穂）
作詞：砂守岳央（未来古代楽団）、作曲・編曲：吉田和人（未来古代楽団）
5. 
signs
歌：島津くれは（遠藤ゆりか）、有馬こはく（鈴木愛奈）
作詞：砂守岳央（未来古代楽団）、作曲・編曲：松岡美弥子（未来古代楽団）
6. 
「約束の地、スナックゆかり」
ドラマパート
CAST：伊藤ましろ（cv:花澤香菜）、桂ゆかり（cv:渕上舞）、児玉あおい（cv:松井恵理子）
7. 
「だめな私たち」
ドラマパート
CAST：島津くれは（cv:遠藤ゆりか）、黒田はがね（cv:徳井青空）、有馬こはく（cv:鈴木愛奈）
8. 
「噂はラベンダーの香り」
ドラマパート
CAST：島津くれは（cv:遠藤ゆりか）、児玉あおい（cv:松井恵理子）、有馬こはく（cv:鈴木愛奈）
9. 
「リーダーの自覚」
ドラマパート
CAST：小宮ももか（cv:M・A・O）、島津くれは（cv:遠藤ゆりか）、児玉あおい（cv:松井恵理子）
10. 
「約束の地、ふたたび」
ドラマパート
CAST：伊藤ましろ（cv:花澤香菜）、桂ゆかり（cv:渕上舞）、小宮ももか（cv:M・A・O）、児玉あおい（cv:松井恵理子）
11. 
「彷徨える自分探し」
ドラマパート
CAST：久坂そらの（cv:飯田里穂）、小宮ももか（cv:M・A・O）、有馬こはく（cv:鈴木愛奈）
12. 
「マジマックス困っちゃう」
ドラマパート
CAST：小宮ももか（cv:M・A・O）、児玉あおい（cv:松井恵理子）、有馬こはく（cv:鈴木愛奈）
13. 
free talk 花澤香菜
14. 
free talk 渕上舞
15. 
free talk 飯田里穂
16. 
free talk M・A・O
17. 
free talk 松井恵理子
18. 
free talk 遠藤ゆりか
19. 
free talk 鈴木愛奈

## ライトノベル
著者は砂守岳央、イラストは日向あずり。『仮想:主題歌集』と『kawaii songs collection』に収録されたボイスドラマに沿う形でストーリーが展開する。
| タイトル | タイトル                                                   | 発売日       | ISBN                   |
| -------- | ---------------------------------------------------------- | ------------ | ---------------------- |
| 1        | 魔法少女オーバーエイジ「私たち、もう変身したくありません」 | 2015年2月3日 | ISBN 978-4-86529-117-9 |
| 2        | 魔法少女オーバーエイジ「二番煎じなんてレベルじゃないっ」   | 2016年5月3日 | ISBN 978-4-86529-205-3 |

### あらすじ
中学一年生の魔法少女達が害霊（ガイスト）と呼ばれる存在と戦い、その様子がノンフィクション魔法少女モノとしてテレビで放送される世界。
魔法少女に憧れを持つ少女・伊藤ましろは、高校入学式の日に風変わりな少女・桐野さくらと出会った。
放課後、記念写真を撮っていたましろとさくらの前に害霊が現れる。害霊の手から逃れ走る二人。「友達になってくれてありがとう、ましろ」呪文とともにさくらの身体が光につつまれた。

### 用語
魔法少女
魔法を操り害霊と戦う少女たち。「ライトアップ」の掛け声で変身し、楽器を象った魔法具（マジカルデバイス）を武器に害霊と戦う。複数人の魔法少女が揃うと『相乗効果』でお互いの魔力が増幅される。さらに全員が揃うことで強力な『合体魔法』を使用できる。
実戦で役立つほどの魔力を持つ者は非常に少なく、またほとんどが女性である。そのため、小学校高学年時に女子児童を対象とした全国規模の適性試験『魔力検査（オーディション）』が行われ、魔法適正の高い者が選抜される。選抜された者は基地内に併設された訓練校に通い、魔力が最も高まる中学1年時に1年間限定で実戦投入される。その後は魔力が減退していき、一般人に混ざっても問題ない水準まで下がれば除隊となる。個人差が大きいが、ほとんどの魔法少女は高校卒業までに除隊する。
魔法を行使すると、術者の魔力に加えて土地の魔力も消耗する。土地の魔力は自然回復が非常に遅いため、魔力結晶を人工的に注入して補充する必要があるが、魔力結晶は希少資源であり、輸入に莫大な費用が必要となっている。そこで魔法少女達が戦う様子を実録ドキュメンタリーとしてテレビ放送し、活動資金に充当している。
害霊（ガイスト）
人間の負の感情が魔力によって形となった存在。魔法でしか浄化することができない。
負の感情のテーマは毎年異なり、第五五小隊が戦った害霊は『嫉妬』、第五七小隊が戦った害霊は『モテない恨み』、現役の第五八小隊が戦っている害霊は『ブラック企業で働く労働者の恨み』となっている。春先は害霊が出現しない『改変期』と呼ばれる時期で、この頃に合わせて魔法少女も世代交代する。
雑魚（スラッカー）、下級（ブリーザー）、中級（サイドキックス）、上級（ジョック）とランク分けされている。改変期から暫くして低ランクの害霊が現れはじめ、順々に高ランクの害霊が出現する。
BIG FRIENDS
第五八小隊が戦っている害霊と並行して現れた、イレギュラーな害霊。負の感情のテーマは『魔法少女に対する負の感情と欲望』、すなわち度を越した魔法少女マニアそのもの。ましろを含めた第五五小隊が復帰して対処することになっている。この戦いもテレビ放映されるが、従来とは異なる深夜番組として企画されている。
第五五小隊
さくら達5人、後にましろも加えた6人が所属する魔法少女部隊。プロジェクト名は『ルミナス☆クライシス』、通称ルミ☆クラ。正式名称は「航空防衛隊航空開発実験集団魔法機動開発群第五五小隊」。
歴代の魔法少女の中でも圧倒的な強さを誇り、テレビ放送も人気が高く、何度も再放送されている。ましろは熱狂的なルミ☆クラファンであり、くれは達後輩の魔法少女にとっても憧れの存在になっている。しかし魔力の強さと遠慮のない性格、そして戦った害霊が強力であったことから、この年は魔力の消耗も圧倒的で、魔力結晶調達費および破壊した施設の補償金で予算が枯渇することになり、航空防衛隊内部での評価は非常に悪かった。そのため翌年・翌々年の魔法少女たちには魔法をあまり使わせない方針で企画が立てられたが、人気は低迷し、第五八小隊で王道魔法少女路線への回帰が決定した。
第五五小隊の面々は、前代未聞なことに高校生になった今も魔力減退の兆候すら現れておらず、本来ならば基地から出ることが許されない。しかし実力・人気の高さに加えて航空防衛隊の裏事情にも通じていることから、上層部を動かして基地外の高校への通学を認めさせている。
第五八小隊
ももか、くれは達5人が所属する、現役世代の魔法少女部隊。プロジェクト名は『ソルシエール・リュミエール』、通称ソルシエ。不人気だった第五六・五七小隊の企画から一転し、ルミ☆クラ以来の王道魔法少女路線へ回帰する方針で、ファンの期待を集めていたが、唐突に忍者が登場したため著しい炎上を招いている。また航空防衛隊内部では、問題児揃いという意味でもルミ☆クラの再来と恐れられている。

## web4コマ漫画
原作；砂守岳央、漫画；種田優太。「魔法少女おーばーえーじ」のタイトルで、無料のウェブコミック掲載サイト「ぽにマガ」（ポニーキャニオン）にて2015年2月3日から掲載開始。
また各CDのジャケット内にも種田優太描き下ろし4コママンガが掲載されている。

## 魔法少女オーバーエイジレディオ
魔法少女オーバーエイジの情報を発信するニコニコ生放送の番組。「魔法少女オーバーエイジレディオ、略してババラジ！」のタイトルでポニーキャニオンちゃんねる内にて不定期に配信される。
島津くれは役の遠藤ゆりかをメインMCに、毎回ゲストを迎えて放送されている。
- 第一回(2014年11月26日)　ゲスト;洲崎綾(桐野さくら役)
- 第二回(2014年12月18日)　ゲスト;飯田里穂(久坂そらの役)
- 第三回(2015年03月10日)　ゲスト;渕上舞(桂ゆかり役)
- 第四回(2015年05月11日)　ゲスト;飯田里穂(久坂そらの役)
- 第五回(2016年02月27日)　ゲスト;M・A・O(小宮ももか役)、松井恵理子(児玉あおい役)